# 舞鬥 (電影)
《舞鬥》（英語：BATTLE UP！），是一部於2015年上映的青春電影。由郭書瑤、溫貞菱、盧芃宇、金陽、衛子雲、黃錦雯、詹博翔、TBC阿悟領銜主演。台灣於2015年6月12日上映。

## 劇情大綱
王蕾蕾（郭書瑤 飾）升高三的暑假，隨母親搬到台北讀高中。對舞蹈很有興趣的她加入了有著千奇百怪社員的「街舞社」；蕾蕾對舞步有獨到的見解和領悟力，很快就融入了社團，受到社員小天（詹博翔 飾）、余小青（溫貞菱 飾）等人的熱情感染，她發現原來自己也可以很熱血！沒想到，剛加入，校方就因為經費問題決定解散「熱舞社」。
蕾蕾決定和社員們一起努力，打入『全國高中街舞大賽』，為校爭光，好讓街舞社免於廢社的命運。但社中的主將強哥和其他舞團Battle時傷了頸椎，讓比賽更添變數。而她從小天的爺爺（衛子雲飾）的好身手獲得靈感，以武術加強體力及技巧，能否讓「熱舞社」起死回生，也為他們的高中生活留下甜美記憶？

## 演員
| 演員姓名 | 角色名稱           | 介紹 |
| 郭書瑤   | 王蕾蕾             | 王蕾蕾的父母親離異，她在高三時北上與媽媽同住，也轉到了新學校就讀。蕾蕾的外型甜美，和同年齡的人相比，心思較細膩成熟、沉穩理智，做事認真負責，更勇於冒險，對跳舞充滿了熱情，在街舞社中扮演軍師的角色，在Battle時指揮隊友出招。 |
| 溫貞菱   | 余小青             | 小青是熱舞社社長，跳舞是她的強項，刁蠻任性，但也總是見義勇為。路見不平，拔刀相助的大姊頭性格，連學校裡的男生都怕她三分，也因此沒什麼人想參加街舞社。她剛開始與蕾蕾互看不順眼，可是一旦認同了蕾蕾的實力，很視她為最好的朋友。 |
| 盧芃宇   | 朵朵               | 熱舞社固定班底，可以算是小青的跟班，天真浪漫、少女情懷、極度愛美，也擁有傻大姐性格，對小青唯命是從，在意的是目前最流行的衣服、包包、手機吊飾，擅長的是Sexy的性感舞風。                                                       |
| 金陽     | 小志               | 小志熱愛音樂及街舞，夢想以後能當個DJ，在學校也時常帶著耳機，沉浸在音樂世界中，小志在隊中扮演著編曲的角色，一直希望能一展長才。個性有點痞子的他，成績卻很好，卻愛動來動去，一刻都停不下來，很崇拜強哥，更喜歡逗強哥說話。     |
| 衛子雲   | 萬師父(小天的爺爺) | 武術館掌門，畢生致力於將萬家拳發揚光大，唯一的兒子卻不願承襲武術，出國從商，萬師父幫忙扶養留下的孫子小天，也將希望寄託在小天身上，當年太過執著武術的頑強性格，讓他在年輕時失去了妻子-小師妹，卻在因緣際會下與她重逢。        |
| TBC 阿悟 | 強哥               | 男主角之一,也是最會跳舞的人物，不喜歡說話，是個什麼都不會只會跳舞的人 |
| 黃錦雯   | 阿蜜姨             | 餐廳老闆娘，對小天及街舞社同學們非常友善，她的餐廳可說是街舞社第二個社辦。阿蜜姨性格熱情開朗，但她的過去似乎有著難言之隱。原來她也是功夫高手，與萬家拳有著密不可分的關係。                                                   |
| 詹博翔   | 小天               | 小天從小與爺爺在武館生活，爺爺將他視為武術傳人，他喜歡武術，但在爺爺高壓的教導下，常陽奉陰違，他更熱愛街舞，對跳舞展現更大的熱情。小天生性樂天、善良活潑更樂於助人、凡事都往好處想，也與蕾蕾互生好感。                       |

## 拍攝場景
- 新北市立新店高級中學

## 外部連結
- 華映娛樂的Facebook專頁
- Yahoo奇摩電影上《舞鬥》的資料（繁體中文）
- 開眼電影網上《舞鬥》的資料（繁體中文）
- 豆瓣电影上《舞鬥》的資料 （简体中文）
- 香港影庫上《舞鬥》的資料（繁體中文）
- 互联网电影数据库（IMDb）上《舞鬥》的资料（英文）